# کرکر (یمن)
 کرکر  دهستان بزرگی از توابع استان ذَمار در کشور یمن و در شبه جزیره عربستان واقع می‌باشد. 

## جمعیت
دارای ۵۵ خانوار و ۷۷۶ نفر جمعیت می‌باشد. ساکنان این دهستان از پیروان مذهب مالکی و از پیروان امام مالک ابن انس می‌باشند.

## منبع
- استاد.دکتر: الجرو، سعید، اسمهان، ، (دراسات فی التاریخ الحضاری للیمن القدیم)، دار الکتاب الحدیث، چاپ عدن، ۲۰۰۳ میلادی به (عربی).